# عمر شنبوط
عمر شنبوط (1 مارس 1936 – 7 ديسمبر 2008) ممثل مغربي، يعتبر من بين الفنانين الرواد الذين دشنوا مسيرتهم الفنية في المسرح، وارتبط اسمه في مرحلة معينة بتجربة الفنان عبد الرؤوف، قبل أن يتحول إلى التلفزيون ثم السينما، التي قدم فيها عددا من الأعمال الوطنية والعالمية.

## مسيرته
بدأ اهتمام عمر شنبوط بالتمثيل منذ مرحلة الدراسة، في سنة 1948، إذ كان يشارك في حفلات نهاية السنة، قبل الدخول في المجال سنة 1953.
سنة 1965، سيلتقي بالفنان عبد الرحيم التونسي (عبد الرؤوف)، وهي المحطة الفنية من حياته التي تميزت بالعطاء والتواصل المستمر مع الجمهور، الذي كان وفيا لمقالب عبد الرؤوف، الذي كان يؤدي دور الفتى البليد.
شارك في عدة أفلام مغربية وأجنبية، مثل «سماء سماء» و«داوود» و«حدائق الجنة» و«مريم الناصرية» وغيرها.

## روابط خارجية
- عمر شنبوط على موقع IMDb (الإنجليزية)
- عمر شنبوط على موقع روتن توميتوز (الإنجليزية)
- عمر شنبوط على موقع قاعدة بيانات الأفلام العربية